# Alla deriva (fumetto)
Alla deriva (Lost at Sea) è il primo romanzo grafico del fumettista canadese Bryan Lee O'Malley, pubblicato nel 2003.

## Trama
(Bryan Lee O'Malley, incipit di Alla deriva)
L'introversa Raleigh è in viaggio in auto verso casa con tre coetanei che a conosce appena: Dave, Ian e Steph. La diciottenne è convinta che la sua anima gli sia stata rubata anni prima e nascosta in un gatto. I compagni di viaggio, nonostante l'assurdità dell'affermazione, si adopereranno per ritrovarla.Il viaggio sarà un pretesto per conoscersi meglio, per confidarsi con quelli che diventeranno i suoi nuovi e unici amici e per venire a patti con la fine dell'adolescenza.

## Stile
La grafica, soprattutto dei personaggi, ricorda lo stile orientale; la stilizzazione dei disegni in bianco e nero è comunque tipica dei fumetti underground statunitensi e che si ritroverà nei successivi lavori dell'autore, come, ad esempio, in Scott Pilgrim. I testi sono funzionali alla storia, raccontata principalmente attraverso i monologhi interiori della protagonista, la giovane Raleigh.
La linea è pulita e definita con uso sapiente del chiaroscuro. Le tavole sono più ampie se paragonate a quelle dell'opera più famosa di O'Malley (Scott Pilgrim), pur mantenendo il tratto inconfondibile e caratteristico dell'autore, con ampio respiro dei soggetti.

## Edizioni

### Edizioni in inglese
- (EN) Bryan Lee O'Malley, Lost at Sea, 1ª ed., Portland, Oni Press, 2003, ISBN 1-929998-71-6.
- (EN) Bryan Lee O'Malley, Lost at Sea, edizione speciale X anniversario, Portland, Oni Press, gennaio 2014, ISBN 9781620100783.

### Edizioni in italiano
- Bryan Lee O'Malley, Alla deriva, traduzione di Mariella e Francesca Martucci, Roma, Rizzoli Lizard, 10 luglio 2013, ISBN 9788817066785.